# Сухокаменка
Сухока́менка — река в России на Южном Урале, левый приток Куштумги (бассейн Миасса), протекает в Миасском городском округе Челябинской области в юго-восточной части Таганая параллельно хребту Малый Урал с севера на юг. Длина реки составляет 11 км. Устье реки находится в 14 км по левому берегу реки Куштумга, у горы Варганова. Ближайший населённый пункт — ликвидированное в 1960-е годы село Куштумга, находившееся в 4 км южнее устья.

## Данные водного реестра
По данным государственного водного реестра России относится к Иртышскому бассейновому округу, водохозяйственный участок реки — Миасс от истока до Аргазинского гидроузла, речной подбассейн реки — Тобол. Речной бассейн реки — Иртыш.
Код объекта в государственном водном реестре — 14010500812111200003527.